# 帝京短期大学

## 概観

### 大学全体
- 東京都渋谷区に所在する日本の私立短期大学で、設置主体は学校法人冲永学園[1]。
- 1962年に開学。当初は、家政系をベースとした科目で女子学生のみを対象としてきたが、2006年度の共学化を皮切りに、学科の増設や通信教育課程・専攻科の設置もあり、学科数は増加している。

### 建学の精神（校訓・理念・学是）
- 帝京短期大学建学の精神は、礼儀・努力・誠実であり、教育理念は、人格を磨き、社会で役立つ実学を重視するである。

### 教育及び研究
- 旧来からの栄養士、養護教諭の養成ほか、保育者、さらに臨床検査技師、臨床工学技士、さらに全国では唯一の柔道整復師を執り行っている。

### 学風および特色
- 帝京短期大学は、開学から40年余り女子のみを対象としていたが、2006年度より男女共学化している。2006年度、財団法人短期大学基準協会の第三者評価で適格と認定される。

## 沿革
- 1942年
  - 帝京女子工業商業学校を設立
- 1948年
  - 学制改革により帝京女子工業商業学校を帝京女子高等学校と帝京女子中学校に改組
- 1953年
  - 4月 - 帝京第一幼稚園を設置
- 1955年
  - 2月 学校法人沖永学園認可
  - 4月 帝京錦幼稚園（現・帝京にしき幼稚園）を設置
- 1959年
  - 帝京女子高等学校を沖永学園に移管。
- 1962年
  - 1月20日 左記を以て文部省[注 1]より短期大学の設置が認可される。[2]
  - 4月1日 帝京短期大学が以下の学科体制にて開学[注 2]。
    - 食物科 入学定員80名

  - 5月1日 学生数[4]/定員
    - 食物科 45[注釈 1]/80

  - 5月1日 学生数[5]/定員
    - 食物科 89[注釈 1]/160
- 1964年
  - 4月1日 食物科を家政科に改称[注 3]。
  - 5月1日 学生数[8]/定員
    - 食物科 90[注釈 1]/160
- 1967年
  - 4月1日 家政科を以下の通り専攻分離する[注 4]。
    - 家政専攻 入学定員40名[注釈 2]
    - 食物栄養専攻[注 5]入学定員40名[注釈 2]
- 1968年
  - 4月1日 家政科食物栄養専攻の入学定員を40→80に増員[注 6]
- 1968年
  - 5月1日 学生数[14]/定員
    - 家政科 475[注釈 1]/160
- 1969年
  - 4月1日 家政科の各専攻における入学定員を以下の通り変更する[15]。
    - 家政専攻 40→20
    - 食物栄養専攻 80→100
- 1970年
  - 5月1日 学生数[16]/定員
    - 家政科 378[注釈 1]/240
- 1985年
  - 5月1日 学生数[17]/定員
    - 家政科 779[注釈 1]/240
- 1986年
  - 4月1日 家政科食物栄養専攻の入学定員を100→200に増員[注 7]。
- 1986年
  - 5月1日 学生数[22]/定員
    - 家政科 744[注釈 1]/340
- 1987年
  - 5月1日 学生数[23]/定員
    - 家政科 711[注釈 1]/440
- 1988年
  - 4月1日 学科及び専攻の改称あり[24]。
    - 家政科→生活科学科
      - 家政専攻→生活科学専攻

  - 5月1日 学生数[25]/定員
    - 生活科学科 352[注釈 1]/220
- 1992年
  - 5月1日 学生数[注 8]/定員
    - 生活科学科 1,525[注釈 1]/440
- 1999年
  - 5月1日 学生数[28]/定員
    - 生活科学科 634[注釈 1]/440
- 2001年
  - 4月1日 生活科学科の各専攻において、以下の通り入学定員の変更あり[29]。
    - 生活科学専攻 20→120
    - 食物栄養専攻 200→100
- 2005年
  - 4月1日 生活科学専攻に生活文化、養護教諭、保育士コースを、食物栄養専攻に臨床栄養、栄養教諭コースを開設[30]。
- 2006年
  - 4月1日 男女共学化する。
- 2007年
  - 4月1日 以下の学科を増設する[31]。
    - こども教育学科 入学定員50名[注 9]

  - 同 専攻科の設置が認められ、以下の課程を設ける[32]。
    - こども教育学専攻
- 2008年
  - 4月1日 以下の学科を増設する[注 10]。
    - ライフケア学科
      - 身体環境ケア専攻 入学定員80名
        - 身体機能ケア専攻一部 入学定員30名
        - 身体機能ケア専攻二部	 入学定員60名

  - 同 専攻科に以下の課程を増設する[34]。
    - 臨床工学専攻 入学定員40名
- 2009年
  - 4月1日 通信教育課程の設置が認可され、以下の学科を設ける[35]。
    - こども教育学科こども教育専攻 入学定員200名[注 11]
- 2013年
  - 4月1日 専攻科に以下の課程が増設される[36]。
    - 養護教諭専攻 入学定員15名

  - 同 学科及び専攻の改称さらに入学定員の変更あり	[37]。													
    - ライフケア学科身体環境ケア専攻→臨床検査専攻
    - 身体機能ケア専攻→柔道整復専攻
      - 第一部 入学定員を30→60に増員
      - 第二部 入学定員を60→30に減員
- 2014年
  - 1月 平成26年度大学入試センター試験参加短期大学の1校となる[38]。
- 2015年
  - 1月 平成27年度大学入試センター試験参加短期大学の1校となる[39]。
- 2016年
  - 1月 平成28年度大学入試センター試験参加短期大学の1校となる[40]。
- 2022年
  - 4月1日 こども教育学科こども教育専攻通信教育課程の入学定員を200→100に減員[41]。

## 基礎データ

### 所在地
- 東京都渋谷区本町6-31-1

### 交通アクセス
- 京王新線幡ヶ谷駅下車。

### 象徴
- カレッジマークは帝京大学とおなじものとなっている。ほか右記資料も参照のこと[注 12]。

## 教育および研究

### 組織

#### 学科
- 生活科学科
  - 生活科学専攻[注 13]入学定員70名[1]
  - 食物栄養専攻[注 14]入学定員100名[1]
- こども教育学科
  - こども教育専攻
    - 通学課程[注 15]入学定員50名[1]
    - 通信教育課程（3年制）[注 16]入学定員100名[1]
- ライフケア学科（3年制）
  - 臨床検査専攻 入学定員80名[1]
  - 柔道整復専攻
    - 第一部[注 17]入学定員60名[1]
    - 第二部[注 18]入学定員30名[1]

#### 専攻科
- こども教育学専攻（1年制）入学定員50名[1]
- 臨床工学専攻（1年制）入学定員40名[1]
- 養護教諭専攻（2年制）入学定員15名[1]

#### 取得資格について
資格
- 保育士：こども教育学科にて保育士資格に必要な科目や実習を一部履修し、かつ卒業後、専攻科に進学して残りの科目や実習などを履修することになる。本科を卒業しただけでは取得できない。したがって、取得には本科2年と専攻科1年の合計3年在籍することになる[注 19]。
- 栄養士：生活科学科食物栄養専攻「栄養士コース」にて取得できる。

受験資格
- 柔道整復師：ライフケア学科柔道整復専攻柔道整復コース（昼間部・夜間部）
- 臨床検査技師：ライフケア学科臨床検査専攻臨床検査コース[注 20]

教職課程
- 中学校教諭二種免許状[注 21]
  - 家庭：生活科学科食物栄養専攻の栄養士コースにて取得できる[注 22]
  - 保健[注 23]
- 養護教諭二種免許状：生活科学専攻の養護教諭コースにて取得できる。
- 栄養教諭二種免許状：生活科学科食物栄養専攻栄養士コースにて取得できる[注 24]
- 幼稚園教諭二種免許状：こども教育学科にて取得できる。

#### 附属機関
- 帝京接骨院
- 帝京国際センター

### 研究
- 『帝京短期大学紀要』[46]

## 大学関係者と組織

### 卒業生
- 田丸麻紀（女優・ファッションモデル） - 生活科学科卒
- 宇田川南欧（バンダイナムコエンターテインメント社長） - 生活科学科卒

## 施設
- 図書館
- テニスコート
- 学生ホール

ほか

### 姉妹校
- 帝京大学グループ - 帝京大学短期大学 - 帝京学園短期大学

## 卒業後の進路について

### 就職について
- 生活科学科
  - 生活科学専攻：コースにもよるが、一般企業への就職が多い傾向にある。
  - 食物栄養専攻：栄養士として、企業や医療機関・学校給食など多岐にわたっている。
- ライフケア学科
  - 　臨床検査専攻:病院やクリニックへの就職が多い。臨床工学の専攻科への進学も可能（学士）。

## ギャラリー

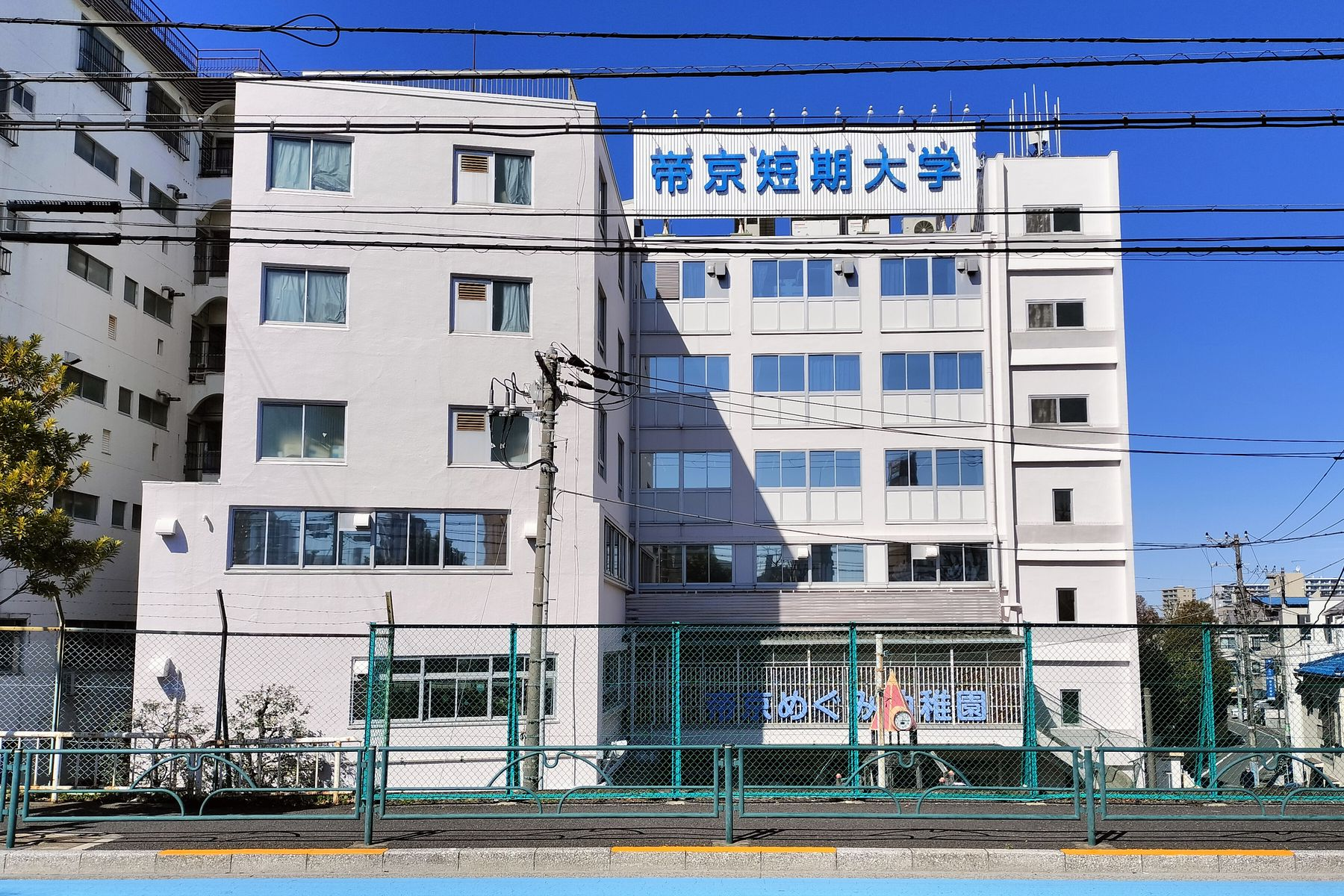
校舎
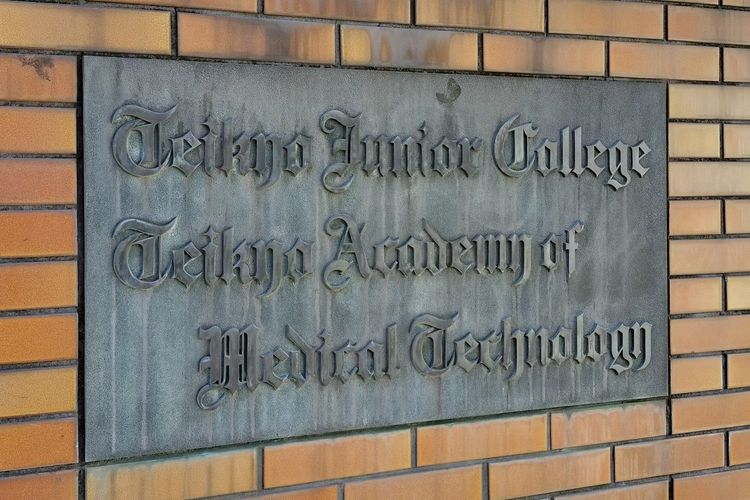
英語の校名